# NGC 6485
NGC 6485 (również PGC 61013 lub UGC 11014) – galaktyka spiralna (Sbc), znajdująca się w gwiazdozbiorze Herkulesa. Odkrył ją Albert Marth 27 lipca 1864 roku.